# Lakeith Stanfield
LaKeith Lee Stanfield, född 12 augusti 1991 i San Bernardino i Kalifornien, är en amerikansk skådespelare.
Stanfield långfilmsdebuterade 2013 i Short Term 12. Han har även medverkat i filmer som Straight Outta Compton (2015), Get Out (2017), Knives Out (2019) och Judas and the Black Messiah (2020). Sedan 2016 spelar han rollen som Darius Epps i dramaserien Atlanta. För sin roll som William "Bill" O'Neal i Judas and the Black Messiah Oscarnominerades Stanfield för bästa manliga biroll men förlorade mot sin motspelare Daniel Kaluuya, som för övrigt även var Stanfields motspelare i Get Out.

## Filmografi i urval
- 2013 – Short Term 12
- 2015 – Straight Outta Compton
- 2016–2018 – Atlanta (TV-serie)
- 2017 – Get Out
- 2018 – The Girl in the Spider's Web
- 2018 – Sorry to Bother You
- 2019 – Someone Great
- 2019 – Knives Out
- 2020 – Judas and the Black Messiah
- 2023 – Haunted Mansion
- 2023 – The Changeling (TV-serie)
- 2025 – Roofman
- 2025 – Die, My Love